# Ås IF
Ås IF är en idrottsförening från orten Ås i Krokoms kommun i Sverige. Ås ligger 8 kilometer utanför Östersund. Ås IF bildades 1921, och klubbens ordförande heter (2016) Mattias Hallberg. Föreningen är för både motionärer och tävlande i de flesta åldrar.
Sektionerna i klubben är:
- Fotboll
- Bordtennis
- Innebandy
- Skidsport

Fotbollsmatcherna spelas på Hovängen i Ås, idrottsplatsen består av två stycken 11-mannaplaner av gräs, en 7-mannaplan, och ett elljusspår som nyttjas året runt, både för löpning och för skidåkning. Klubben har tre 7-mannaplaner till, en gräsplan vid skolan och Odenplan. 
A-herrlaget i fotboll spelar 2023 i Division 4 Jämtland / Härjedalen.
Bredvid Hovängen ligger sporthallen Jämtkrafthallen som stod färdig i början av 2000-talet. Jämtkrafthallen består av två hallar med en 200 meter lång löparbana runt. Inuti hallen utövas bland annat klubbens näst största sport, bordtennis. Under klubbmästerskapet 2006 hade tävlingen över 100 spelare som "fajtades" om pokalerna.
Ås IF är lokalt känd för sin bordtennisverksamhet.
I Jämtkrafthallen spelas även innebandy och fotboll under vinterhalvåret.